# David Hill (cầu thủ bóng đá, sinh 1965)
David Hill (sinh năm 1965) là một cựu cầu thủ bóng đá người Anh từng thi đấu ở vị trí tiền đạo.

## Sự nghiệp
Sinh ra ở Bradford, Hill ký hợp đồng với Bradford City vào tháng 1 năm 1982 sau khi tham gia Chiến dịch Cơ hội Trẻ, rời câu lạc bộ vào tháng 12 năm 1983 để thử việc ở Barnsley. Trong thời gian với Bradford City ông có 5 lần ra sân ở Football League, ghi 1 bàn thắng; ông cũng có một lần ra sân ở Cúp FA.